# Сіаль

Земна кора

Сіаль (рос. сиаль, англ. Sial, Sial zone of the Earth; нім. Sial-Zone f, sialische Zone f ) — потужний шар земної кори, який підстилає континентальні площі. Термін є похідним від перших літер слів «силікон» (кремній) та «алюмініум» (алюміній). Застарілий термін, запропонований на початку XX століття норвезьким геологом Віктором Гольдшмідтом, який означає зовнішню оболонку літосфери.